# Frans Xavier van Saksen

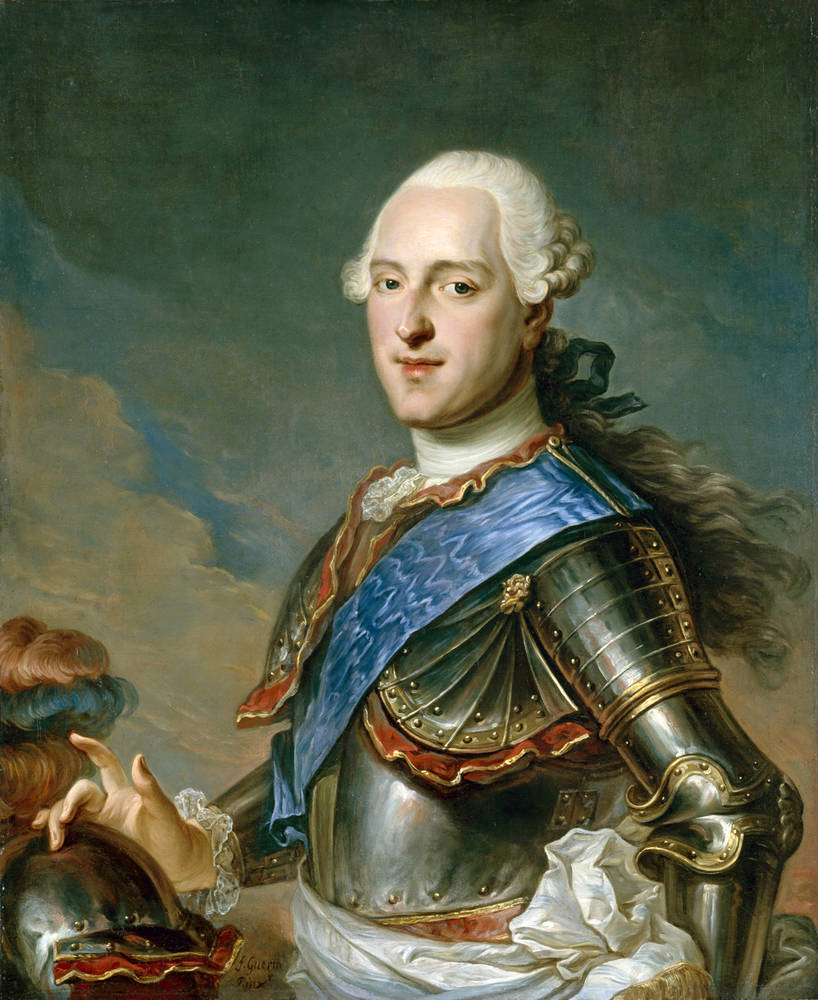
Frans Xavier van Saksen

Franciscus Xaverius (Frans Xavier) Albert August Lodewijk Benno van Saksen, graaf van Lausitz (Dresden, 25 augustus 1730 - Zabeltitz, 21 juni 1806), was de vierde zoon van Frederik August II van Saksen en Maria Josepha van Oostenrijk.
Na de dood van zijn oudste broer, keurvorst Frederik Christiaan, die slechts 74 dagen had geregeerd (van 5 oktober tot zijn dood op 17 december 1763), nam Frans Xavier samen met zijn schoonzuster, Maria Antonia van Beieren, het regentschap van het keurvorstendom waar voor zijn neefje, de nieuwe keurvorst Frederik August III, en zette hij de hervormingen van zijn broer voort. In oktober 1765 deed Frans Xavier – tegen de wil in van Maria Antonia en in uitvoering van het verdrag tussen Pruisen en Rusland van 1764 – formeel afstand van de Poolse kroon in naam van de jonge keurvorst ten voordele van Stanislaus Poniatowski. De invoering ven een legerhervorming naar Pruisisch model door Frans Xavier stuitte op zware tegenstand wegens de hoge uitgaven die eraan verbonden waren. In 1768 werd keurvorst Frederik August III officieel meerderjarig verklaard en eindigde het regentschap van Frans Xavier. Vlak voor het einde van het regentschap herstelde Frans Xavier de Militaire Orde van Sint-Hendrik.
Frans Xavier was in 1765 in het geheim en morganatisch gehuwd met de hofdame van zijn schoonzuster, de Italiaanse gravin Maria Chiara Spinucci. Het paar kreeg tien kinderen:
- Ludwig Ruprecht Joseph Xavier (Dresden, 27 maart 1766 - Pont-sur-Seine, 22 augustus 1782) tweeling met Clara Maria
- Clara Maria Augusta Beatrice (Dresden, 27 maart 1766 - aldaar, 18 november 1766), tweeling met Ludwig Ruprecht
- Joseph Xavier Karl Raphael Philipp Benno (Dresden, 23 augustus 1767 - gedood tijdens een duel in Teplitz, 26 juni 1802), bijg.  Le Chevalier de Saxe
- Elisabeth Ursula Anna Cordula Xaveria (Dresden, 22 oktober 1768 - aldaar, 3 mei 1844), bijg. Mademoiselle de Saxe; op 8 november 1787 gehuwd met Henri de Preissac, Duc d'Esclignac
- Maria Anna Violante Katharina Martha Xaveria (Siena, 20 oktober 1770 - Rome, 24 december 1845), op 15 oktober 1793 gehuwd met Principe Don Paluzzo Altieri, Principe di Oriolo
- Beatrix Marie Françoise Brigitte (Chaumot, 1 februari 1772 - Dresden, 6 februari 1806), op 18 februari 1794 gehuwd met Don Raffaele Riario-Sforza, Marchese di Corleto
- Kunigunde Anna Helena Maria Josepha (Chaumot, 18 maart 1774 - Rome, 18 oktober 1828), in 1795 gehuwd met Marchese Don Giovanni Patrizi Naro Montoro
- Maria Christina Sabina (Pont-sur-Seine, 30 december 1775 - Rome, 20 augustus 1837), op 24 maart 1796 gehuwd met Don Camillo Massimiliano Massimo, Principe di Arsoli
- een doodgeboren zoon (Pont-sur-Seine, 22 december 1777)
- Cecilie Marie Adelaide Augustine (Pont-sur-Seine, 17 december 1779 - aldaar, 24 juni 1781)

## Voorouders
| Voorouders van Frans Xavier van Saksen | Voorouders van Frans Xavier van Saksen                                                                  | Voorouders van Frans Xavier van Saksen                                                                  | Voorouders van Frans Xavier van Saksen                                                                  | Voorouders van Frans Xavier van Saksen                                                                  | Voorouders van Frans Xavier van Saksen                                            | Voorouders van Frans Xavier van Saksen                                            | Voorouders van Frans Xavier van Saksen                                                           | Voorouders van Frans Xavier van Saksen                                                           |
| -------------------------------------- | --- | --- | --- | --- | --------------------------------------------------------------------------------- | --------------------------------------------------------------------------------- | ------------------------------------------------------------------------------------------------ | ------------------------------------------------------------------------------------------------ |
| Overgrootouders                        | Keurvorst Johan George III van Saksen (1647–1691) ∞ 1666 Anna Sophia van Denemarken (1647–1717)         | Keurvorst Johan George III van Saksen (1647–1691) ∞ 1666 Anna Sophia van Denemarken (1647–1717)         | Christiaan Ernst van Brandenburg-Bayreuth (1644–1712) ∞ Erdmuthe Sophia van Saksen (1644–1670)          | Christiaan Ernst van Brandenburg-Bayreuth (1644–1712) ∞ Erdmuthe Sophia van Saksen (1644–1670)          | Keizer Leopold I (1640-1705) ∞ 1676 Eleonora van Palts-Neuburg (1655-1720)        | Keizer Leopold I (1640-1705) ∞ 1676 Eleonora van Palts-Neuburg (1655-1720)        | Johan Frederik van Brunswijk-Lüneburg (1625-1679) ∞ Benedicta Henriette van de Palts (1652-1730) | Johan Frederik van Brunswijk-Lüneburg (1625-1679) ∞ Benedicta Henriette van de Palts (1652-1730) |
| Grootouders                            | Keurvorst August II van Polen (1670–1733) ∞ Christiane Eberhardine van Brandenburg-Bayreuth (1671–1727) | Keurvorst August II van Polen (1670–1733) ∞ Christiane Eberhardine van Brandenburg-Bayreuth (1671–1727) | Keurvorst August II van Polen (1670–1733) ∞ Christiane Eberhardine van Brandenburg-Bayreuth (1671–1727) | Keurvorst August II van Polen (1670–1733) ∞ Christiane Eberhardine van Brandenburg-Bayreuth (1671–1727) | Keizer Jozef I (1678-1711) ∞ Amalia Wilhelmina van Brunswijk-Lüneburg (1673–1742) | Keizer Jozef I (1678-1711) ∞ Amalia Wilhelmina van Brunswijk-Lüneburg (1673–1742) | Keizer Jozef I (1678-1711) ∞ Amalia Wilhelmina van Brunswijk-Lüneburg (1673–1742)                | Keizer Jozef I (1678-1711) ∞ Amalia Wilhelmina van Brunswijk-Lüneburg (1673–1742)                |
| Ouders                                 | August III van Polen (1696-1763) ∞ Maria Josepha van Oostenrijk (1699-1757)                             | August III van Polen (1696-1763) ∞ Maria Josepha van Oostenrijk (1699-1757)                             | August III van Polen (1696-1763) ∞ Maria Josepha van Oostenrijk (1699-1757)                             | August III van Polen (1696-1763) ∞ Maria Josepha van Oostenrijk (1699-1757)                             | August III van Polen (1696-1763) ∞ Maria Josepha van Oostenrijk (1699-1757)       | August III van Polen (1696-1763) ∞ Maria Josepha van Oostenrijk (1699-1757)       | August III van Polen (1696-1763) ∞ Maria Josepha van Oostenrijk (1699-1757)                      | August III van Polen (1696-1763) ∞ Maria Josepha van Oostenrijk (1699-1757)                      |
| Frans Xavier van Saksen (1730-1806)    | | | | |                                                                                   |                                                                                   |                                                                                                  |                                                                                                  |